# Verbandsgemeinde Goldene Aue
Verbandsgemeinde Goldene Aue is een samenwerkingsverband van vijf gemeenten in de Landkreis Mansfeld-Südharz in de Duitse deelstaat Saksen-Anhalt. De deelnemende gemeenten werken gezamenlijk aan de afwikkeling van hun gemeentelijke taken.

## Deelnemende gemeenten
- Berga (1.668 inwoners)
- Brücken-Hackpfüffel (975)
- Edersleben (969)
- Kelbra (Kyffhäuser) (3.305)
- Wallhausen (2.446)